# Mohamed Fadhel Mahfoudh
Mohamed Fadhel Mahfoudh, né le 21 décembre 1965 à Gafsa, est un avocat tunisien. Il préside l'Ordre national des avocats de Tunisie de 2013 à 2016 et reçoit à ce titre le prix Nobel de la paix 2015.

## Biographie

### Formation
Né le 21 décembre 1965 à Gafsa, il effectue son cursus scolaire à Sfax puis ses études universitaires en France, où il obtient une maîtrise en droit privé de l'université de Picardie en 1989. Il obtient son certificat d'aptitude à la profession d'avocat en 1990.

### Carrière professionnelle
Il devient avocat à la Cour de cassation en 2001 et siège comme membre du conseil régional de l'Ordre national des avocats de Tunisie à Sfax en 1998-2004, puis en devient secrétaire général en 2007-2010 et président en 2010, tout en devenant membre du conseil national.
Du 24 juin 2013 au 11 juillet 2016, il préside l'Ordre national des avocats, l'une des composantes du quartet du dialogue national qui obtient le prix Nobel de la paix 2015 pour son succès dans la mission qui a abouti à la tenue des élections présidentielles et législatives ainsi qu'à la ratification de la nouvelle Constitution en 2014.
Il est par ailleurs chargé de cours du certificat d'aptitude à la profession d'avocat en 2006-2007 et responsable des Tunisiens à l'étranger à l'Instance supérieure indépendante pour les élections en 2011,.

### Carrière politique
Le 15 octobre 2016, il annonce son ralliement à Machrouu Tounes, le parti fondé par Mohsen Marzouk.
Le 5 novembre 2018, il est désigné ministre auprès du chef du gouvernement chargé des Relations avec les instances constitutionnelles, la société civile et les organisations des droits de l'homme au sein du gouvernement de Youssef Chahed,,.
Fin juillet 2019, il annonce qu'il sera tête de liste du parti Machrouu Tounes dans la deuxième circonscription de Sfax pour les élections législatives d'octobre 2019. Le 1er août, à la suite de sa candidature, il annonce sa démission du poste de ministre.